# Erhard Brielmaier
Erhard Brielmaier (né 7 janvier 1841 à Rottweil et mort 29 août 1917) est un architecte américain.
Il a conçu et construit de nombreuses des églises et des hôpitaux aux États-Unis et au Canada de la fin du XIXe siècle au début du XXe siècle. L'un de ses travaux notable est la Basilique Saint-Josaphat de Milwaukee.

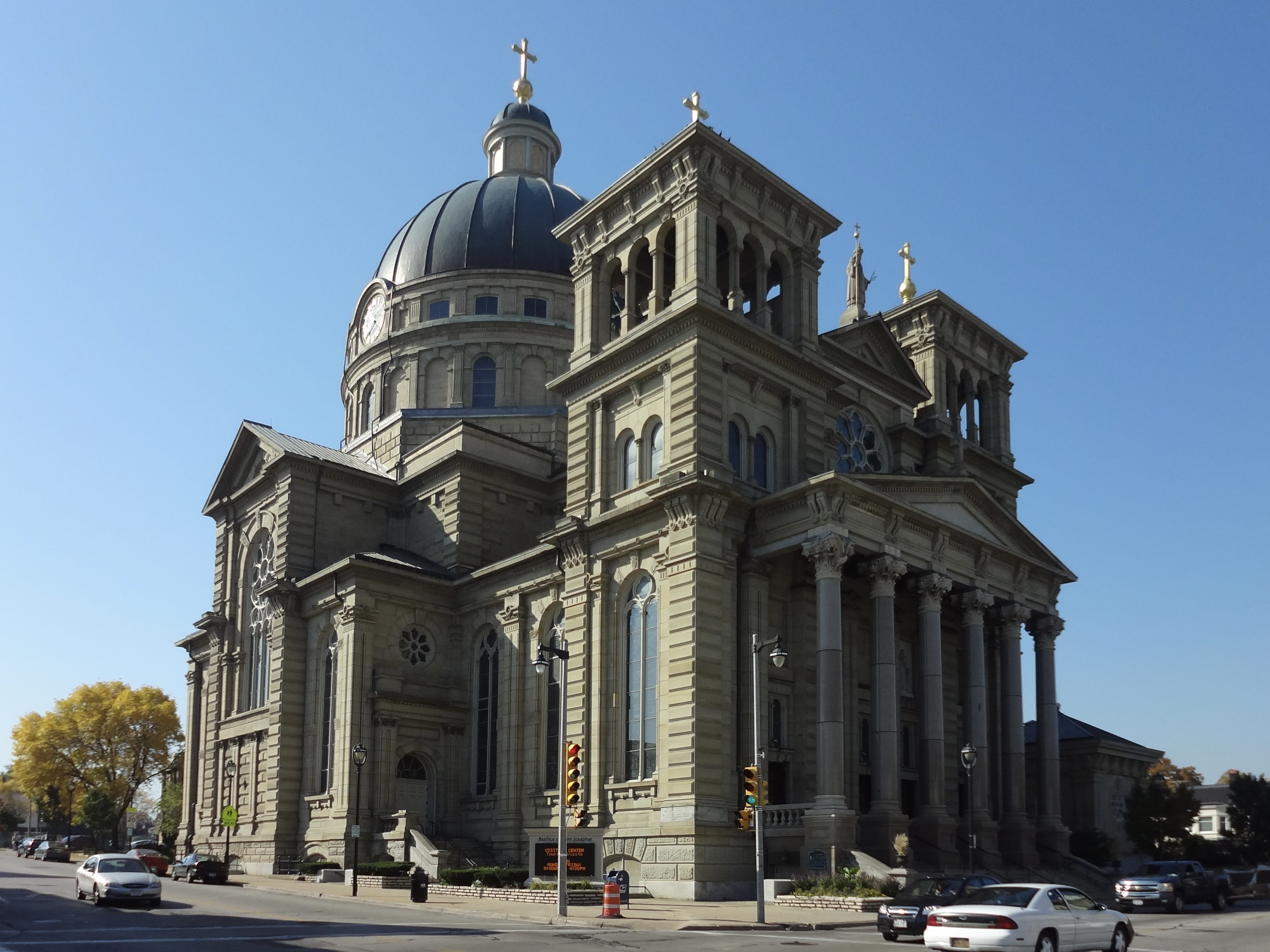
La basilique Saint-Josaphat de Milwaukee.